# Grado 28º
Grado 28 (Gº 28) fue un programa juvenil humorístico chileno emitido y producido por Canal 2 Rock & Pop entre 1995 a 1998 y luego por La Red en 2013. Fue presentado por Matías Fuentes y José Tomás "Cote" Correa, que personificaban a 2 empleados de la administración pública, venidos a menos, que debían trabajar en una oficina en turno nocturno correspondiente al grado 28°, el más bajo de la administración pública.
Su primera etapa en los años 90', es considerado como un programa de culto.

## El programa
La dinámica del programa consistía en sus presentadores instalados en la Oficina 28, ya que ellos eran empleados públicos que trabajaban en turno nocturno en el último escalafón de grados en la administración chilena. Dentro de sus segmentos, se destacaba "Los Indignados" antiguamente llamados "Los Atorados" (Una versión televisiva del "Teléfono de Los Atorados" de Radio Rock & Pop en los 90) quienes son personas que quieren desahogarse en el programa, generalmente son escuchados y se le da un video o un trozo de película alusivo a su problema. 
En junio de 1998, Matías Fuentes abandonó el programa para trabajar en TVN y fue reemplazado por el actor Pablo Macaya. Por el plató pasaron muchos artistas famosos tales como Miguelo, el Negro Piñera, Kike Morandé, el Inspector Vallejos, entre otros. La baja sintonía y los problemas financieros de canal cerraron el programa y un tiempo después la señal televisiva fue vendida.
A partir del lunes 16 de septiembre de 2013 el programa regresa a la televisión, en la señal privada La Red.
Para la versión 2013, el programa cambia cada capítulo el vídeo de introducción, por ejemplo el del primer capítulo, comienza con imágenes que pasaron entre el término del programa en Rock & Pop y el comienzo en La Red, y comienza con conversaciones entre los conductores para dar paso a "Los Indignados" y entrevistas a diferentes invitados que pasaron, además agregaron secciones como "La Huelga de la Semana", "Aji en la Raja" y "KG-2 In L Speis".  Además para la versión 2013 se le agregan entrevistas a candidatos presidenciales y situaciones cómicas.
Sin embargo por decisión de los realizadores debido al horario (noche del domingo para el lunes a las 1 de la madrugada), el programa es sacado de pantalla, sin aviso, solo oficializado a través de las redes sociales oficiales del programa, siendo su último programa emitido el día lunes 14 de octubre de 2013. Según las redes sociales el programa estaría buscando una nueva casa televisiva que les permita salir más temprano, ya que en la red salían a las 1 de la mañana no les era conveniente para ninguna de las partes.